# Hockey sur glace aux Jeux olympiques de 1976
Navigation
Sapporo 1972 Lake Placid 1980
Le tournoi de hockey sur glace aux Jeux olympiques d'hiver de 1976 a lieu à Innsbruck du 2 au 14 février 1976. Il est remporté par l'Union soviétique.

## Qualification
Les huit nations du Groupe A du championnat du monde de 1975 sont qualifiées pour les Jeux, ainsi que l'Autriche pays hôte. Le classement du Groupe B à l'issue du championnat permet de qualifier cinq nations supplémentaires, ainsi que la meilleure équipe du Groupe C.
Le Canada est absent, puisqu'il boycotte les compétitions internationales pour protester contre l'interdiction des joueurs professionnels.
Pays qualifiés pour la compétition :
| - Autriche (hôte) - Union soviétique (groupe A) - Tchécoslovaquie (groupe A) - Suède (groupe A) - Finlande (groupe A) - Pologne (groupe A) - États-Unis (groupe A) | - Allemagne de l'Est (1er groupe B) - Allemagne de l'Ouest (2e groupe B) - Suisse (3e groupe B) - Yougoslavie (4e groupe B) - Roumanie (5e groupe B) - Japon (6e groupe B) - Bulgarie (2e groupe C) |

L'Allemagne de l'Est, la Norvège (remplacée par la Bulgarie), qualifiées, ne participent pas.

## 1ertour
Le premier tour s’est déroulé sous la forme d’un match éliminatoire dont les vainqueurs sont qualifiés pour le groupe A.
Les six perdants disputent un championnat déterminant les place de 7 à 12.
- URSS 16-3 Autriche
- Tchécoslovaquie 14-1 Bulgarie
- Allemagne de l’Ouest 5-1 Suisse
- Pologne 7-4 Roumanie
- Finlande 11-2 Japon
- USA 8-4 Yougoslavie

## 2etour

### Groupe A
- URSS 4-3 Tchécoslovaquie
- URSS 7-3 Allemagne de l’Ouest
- URSS 7-2 Finlande
- URSS 6-2 USA
- URSS 16-1 Pologne
- Tchécoslovaquie 7-4 Allemagne de l’Ouest
- Tchécoslovaquie 2-1 Finlande
- Tchécoslovaquie 5-0 USA
- Allemagne de l’Ouest 4-1 USA
- Allemagne de l’Ouest 7-4 Pologne
- Finlande 5-3 Allemagne de l’Ouest
- Finlande 7-1 Pologne
- USA 5-4 Finlande
- USA 7-2 Pologne
- Pologne 1-0[*] Tchécoslovaquie

- . ↑  Le score original de 7-1 en faveur de la Tchécoslovaquie est annulé après le contrôle positif de l’un des joueurs tchécoslovaque. La Pologne est déclarée vainqueur sur le score de 1-0 mais ne marque pas de points.

| Équipes              | PJ | V | N | D | Buts | Diff | Pts |
| -------------------- | -- | - | - | - | ---- | ---- | --- |
| Union soviétique     | 5  | 5 | 0 | 0 | 40   | 11   | 10  |
| Tchécoslovaquie      | 5  | 3 | 0 | 2 | 17   | 10   | 6   |
| Allemagne de l'Ouest | 5  | 2 | 0 | 3 | 21   | 24   | 4   |
| Finlande             | 5  | 2 | 0 | 3 | 19   | 18   | 4   |
| États-Unis           | 5  | 2 | 0 | 3 | 15   | 21   | 4   |
| Pologne              | 5  | 1 | 0 | 4 | 9    | 37   | 0   |

### Groupe B
- Roumanie 4-3 Autriche
- Roumanie 3-1 Japon
- Roumanie 4-3 Suisse
- Roumanie 9-4 Bulgarie
- Autriche 3-2 Japon
- Autriche 3-1 Yougoslavie
- Autriche 6-2 Bulgarie
- Japon 4-3 Yougoslavie
- Japon 6-4 Suisse
- Japon 7-5 Bulgarie
- Yougoslavie 4-3 Roumanie
- Yougoslavie 6-4 Suisse
- Yougoslavie 8-5 Bulgarie
- Suisse 5-3 Autriche
- Suisse 8-3 Bulgarie

| Équipes     | PJ | V | N | D | Buts | Diff | Pts |
| ----------- | -- | - | - | - | ---- | ---- | --- |
| Roumanie    | 5  | 4 | 0 | 1 | 23   | 15   | 8   |
| Autriche    | 5  | 3 | 0 | 2 | 18   | 14   | 6   |
| Japon       | 5  | 3 | 0 | 2 | 20   | 18   | 6   |
| Yougoslavie | 5  | 3 | 0 | 2 | 22   | 19   | 6   |
| Suisse      | 5  | 2 | 0 | 3 | 24   | 22   | 4   |
| Bulgarie    | 5  | 0 | 0 | 5 | 19   | 38   | 0   |

## Bilan
L’équipe de l’URSS remporte sa 4e médaille d’or d’affilée, égalant le record du Canada. Les Allemands créent la surprise en gagnant la médaille de bronze.

### Médaillés
| Or : | Argent : | Bronze : |
| Union soviétique | Tchécoslovaquie | Allemagne de l'Ouest |
| Vladislav Tretiak Aleksandr Sidelnikov Aleksandr Goussev Vladimir Loutchenko Sergueï Babinov Iouri Liapkine Guennadi Tsygankov Sergueï Kapoustine Aleksandr Maltsev Boris Aleksandrov Boris Mikhailov Aleksandr Iakouchev Vladimir Petrov Valeri Kharlamov Vladimir Chadrine Valeri Vassiliev Viktor Chalimov Viktor Jlouktov | Jiří Holík Oldřich Macháč František Pospíšil Jiří Holeček Bohuslav Šťastný Ivan Hlinka Vladimír Martinec Eduard Novák Josef Augusta Jiří Bubla Milan Chalupa Jiří Crha Miroslav Dvořák Bohuslav Ebermann Milan Kajkl Jiří Novák Milan Nový Jaroslav Pouzar | Lorenz Funk Ernst Köpf Alois Schloder Rudolf Thanner Josef Völk Anton Kehle Erich Kühnhackl Rainer Philipp Klaus Auhuber Ignaz Berndaner Wolfgang Boos Martin Hinterstocker Udo Kießling Walter Köberle Stefan Metz Franz Reindl Ferenc Vozar Erich Weishaupt Xaver Unsinn (entraîneur) |

### Meilleurs pointeurs
Pour les significations des abréviations, voir Statistiques du hockey sur glace.
| Clt | Joueur              | PJ | B | A | Pts | Pun |
| --- | ------------------- | -- | - | - | --- | --- |
| 1   | Vladimir Chadrine   | 5  | 6 | 4 | 10  | 0   |
| 2   | Erich Kuhnhackl     | 5  | 5 | 5 | 10  | 10  |
| 3   | Aleksandr Maltsev   | 5  | 5 | 5 | 10  | 0   |
| 4   | Viktor Chalimov     | 5  | 5 | 5 | 10  | 2   |
| 5   | Doru Tureanu        | 5  | 5 | 5 | 10  | 23  |
| 6   | Milan Novy          | 5  | 7 | 2 | 9   | 0   |
| 7   | Franc Zbontar       | 5  | 5 | 3 | 8   | 4   |
| 8   | Ernst Köpf          | 4  | 3 | 5 | 8   | 2   |
| 9   | Anton Neininger     | 5  | 5 | 2 | 7   | 6   |
| 10  | Vladimir Petrov     | 5  | 4 | 3 | 7   | 8   |
| 11  | Hideo Sakurai       | 5  | 4 | 3 | 7   | 2   |
| 12  | Bob Dobek           | 5  | 3 | 4 | 7   | 4   |
| 13  | Eduard Pana         | 5  | 3 | 4 | 7   | 2   |
| 14  | Aleksandr Iakouchev | 5  | 3 | 4 | 7   | 2   |
| 15  | Lorenz Funk         | 5  | 2 | 5 | 7   | 4   |

### Meilleurs gardiens
Pour les significations des abréviations, voir Statistiques du hockey sur glace.
| Clt | Joueur             | PJ | V | D | N | Min | BC | Bl | Moy  |
| --- | ------------------ | -- | - | - | - | --- | -- | -- | ---- |
| 1   | Jiri Holecek       | 5  | 3 | 1 | 0 | 263 | 9  | 1  | 2,05 |
| 2   | Vladislav Tretiak  | 4  | 4 | 0 | 0 | 240 | 10 | 0  | 2,5  |
| 3   | Valerian Netedu    | 4  | 3 | 1 | 0 | 240 | 11 | 0  | 2,73 |
| 4   | Franz Schilcher    | 5  | 3 | 2 | 0 | 300 | 14 | 0  | 2,8  |
| 5   | Toshimitsu Ohtsubo | 5  | 3 | 2 | 0 | 280 | 17 | 0  | 3,64 |
| 6   | Urpo Ylönen        | 3  | 2 | 1 | 0 | 180 | 11 | 0  | 3,67 |
| 7   | Janez Albrecht     | 5  | 3 | 2 | 0 | 300 | 19 | 0  | 3,8  |
| 8   | Andre Jorns        | 4  | 2 | 2 | 0 | 240 | 16 | 0  | 4    |
| 9   | Jim Warden         | 5  | 2 | 3 | 0 | 300 | 21 | 0  | 4,2  |
| 10  | Erich Weishaupt    | 3  | 1 | 2 | 0 | 180 | 16 | 0  | 5,33 |